# Osinówka (rejon ostrowiecki)
Osinówka (biał. Асіноўка, Asinouka; ros. Осиновка, Osinowka) – chutor na Białorusi, w obwodzie grodzieńskim, w rejonie ostrowieckim, w sielsowiecie Worniany, przy drodze republikańskiej R45 i w pobliżu granicy z Litwą.

## Historia
W dwudziestoleciu międzywojennym kolonia leżąca w Polsce, w województwie wileńskim, w powiecie wileńsko-trockim, w gminie Worniany. W pobliżu położone były wówczas kolonie Osinówka Dolna i Osinówka Górna, obecnie nieistniejące.
Po II wojnie światowej w granicach Związku Sowieckiego. Od 1991 w niepodległej Białorusi.